# هارون بارنز (لاعب كرة قدم)
هارون بارنز (بالإنجليزية: Aaron Barnes)‏ هو لاعب كرة قدم بريطاني في مركز ظهير ‏، ولد في 14 أكتوبر 1996 في London Borough of Croydon ‏ في المملكة المتحدة. لعب مع تشارلتون أثلتيك.

## وصلات خارجية
- هارون بارنز (لاعب كرة قدم) على موقع قاعدة بيانات كرة القدم.إي يو (الإنجليزية)
- هارون بارنز (لاعب كرة قدم) على موقع Soccerbase.com (لاعب) (الإنجليزية)